# John Divers (futbolista nacido en 1940)
John Divers (Clydebank, 8 de marzo de 1940 - ibídem, 23 de septiembre de 2014) fue un futbolista británico que jugaba en la demarcación de delantero. Era hijo del también futbolista John Divers.

## Biografía
En 1957 debutó como futbolista, con tan solo 17 años, con el Celtic FC. En sus dos primeras temporadas en el club ganó dos veces la Copa de la Liga de Escocia, la primera contra el Partick Thistle FC y la segunda contra el Rangers FC, esta última por 7-1. Las siguientes ocho temporadas no consiguió ningún título, hasta que en 1965 ganó la Copa de Escocia contra el Dunfermline Athletic FC, aunque no jugase en la final. Un año después ganó la Premier League de Escocia, dejando el club al finalizar la temporada. Fichó por el Partick Thistle FC, club en el que permaneció hasta 1969, año en el que se retiró como futbolista para asistir a la Universidad de Strathclyde.
Falleció el 23 de septiembre de 2014 a los 74 años de edad.

## Clubes
| Club               | País    | Año         | Partidos | Goles |
| ------------------ | ------- | ----------- | -------- | ----- |
| Celtic FC          | Escocia | 1957 - 1966 | 232      | 110   |
| Partick Thistle FC | Escocia | 1966 - 1969 | 30       | 5     |

## Palmarés

### Campeonatos nacionales
| Título                     | Club      | País    | Año  |
| -------------------------- | --------- | ------- | ---- |
| Premier League de Escocia  | Celtic FC | Escocia | 1966 |
| Copa de Escocia            | Celtic FC | Escocia | 1965 |
| Copa de la Liga de Escocia | Celtic FC | Escocia | 1957 |
| Copa de la Liga de Escocia | Celtic FC | Escocia | 1958 |
| Copa de la Liga de Escocia | Celtic FC | Escocia | 1966 |